# Sir Safety Umbria Volley Perugia 2022-2023
Questa voce raccoglie le informazioni riguardanti la Sir Safety Umbria Volley Perugia nelle competizioni ufficiali della stagione 2022-2023.

## Stagione
Nella stagione 2022-23 la Sir Safety Umbria Volley Perugia assume la denominazione sponsorizzata di Sir Safety Susa Perugia.
Disputa la Supercoppa italiana, vincendo il trofeo per la quarta volta, grazie al successo in finale contro la Lube.
Partecipa per l'undicesima volta alla Superlega: chiude la regular season di campionato al primo posto in classifica, qualificandosi per i play-off scudetto: viene sconfitta nei quarti di finale dalla Powervolley Milano. Accede quindi ai play-off 5º posto, arrivando in finale, dove è battuta dal Milano.
A seguito del primo posto in classifica al termine del girone di andata, si qualifica per la Coppa Italia: è eliminata in semifinale dalla You Energy.
Tramite wild card gioca il campionato mondiale per club: superata la fase a gironi al primo posto nel proprio raggruppamento, vince sia la semifinale, contro il Minas, che la finale, contro la Trentino, maturando il primo successo nella competizione.
I risultati ottenuti nella stagione 2021-22 consentono alla Sir Safety Perugia di disputare la Champions League: concluso il girone al primo posto, nella fase a eliminazione diretta subisce una doppia sconfitta sia nella gara di andata che in quella di ritorno delle semifinali dallo ZAKSA, venendo eliminata.

## Organigramma societario
Area direttiva
- Presidente: Gino Sirci
- Vicepresidente: Maurizio Sensi
- Segreteria generale: Rosanna Rosati
- Direttore generale: Benedetto Rizzuto
- Direttore sportivo: Goran Vujević
- Dirigente: Egeo Baldassarri
- Logistica: Piero Bizzarri
- Responsabile CEV: Goran Vujević

Area tecnica
- Allenatore: Andrea Anastasi
- Allenatore in seconda: Antonio Valentini
- Assistente allenatore: Andrea Piacentini
- Scout man: Francesco Monopoli
- Responsabile settore giovanile: Andrea Piacentini

Area comunicazione
- Ufficio stampa: Simone Camardese
- Relazioni esterne: Rosanna Rosati
- Social media manager: Francesco Biancalana
- Fotografo: Michele Benda

Area marketing
- Ufficio marketing: Maurizio Sensi, Giacomo Dal Ben
- Biglietteria: Luca Ciambrusco

Area sanitaria
- Responsabile staff medico: Giuseppe Sabatino
- Staff medico: Marco Pellegrino, Elena Zappelli
- Preparatore atletico: Sebastiano Chittolini
- Fisioterapista: Giulio Leonardi, Francesco Zappelli
- Massaggiatore: Emilio Giusti
- Radiologo: Corrado Malaspina
- Consulente medico: Elmo Mannarino
- Osteopata: Fabrizio Ragusa
- Consulente ortopedico: Auro Caraffa
- Dermatologo: Stefano Caraffini

## Rosa
| N° | Nome                  | Ruolo | Data di nascita  | Nazionalità sportiva |
| -- | --------------------- | ----- | ---------------- | -------------------- |
| 6  | Simone Giannelli      | P     | 9 agosto 1996    | Italia               |
| 7  | Jesús Herrera         | O     | 4 aprile 1995    | Cuba                 |
| 8  | Kamil Rychlicki       | O     | 1º novembre 1996 | Lussemburgo          |
| 9  | Wilfredo León         | S     | 31 luglio 1993   | Polonia              |
| 10 | Alessandro Piccinelli | L     | 30 gennaio 1997  | Italia               |
| 11 | Sebastián Solé        | C     | 12 giugno 1991   | Italia               |
| 12 | Roberto Russo         | C     | 23 febbraio 1997 | Italia               |
| 13 | Massimo Colaci        | L     | 21 febbraio 1985 | Italia               |
| 15 | Flávio Gualberto      | C     | 22 aprile 1993   | Brasile              |
| 16 | Kamil Semeniuk        | S     | 16 luglio 1996   | Polonia              |
| 17 | Oleh Plotnyc'kyj      | S     | 5 giugno 1997    | Ucraina              |
| 20 | Gregor Ropret         | P     | 1º marzo 1989    | Slovenia             |
| 21 | Julio Cárdenas        | S     | 4 settembre 2000 | Cuba                 |
| 23 | Stefano Mengozzi      | C     | 6 maggio 1985    | Italia               |

## Mercato
| Acquisti | Acquisti         | Acquisti  | Acquisti   |
| R.       | Nome             | da        | Modalità   |
| -------- | ---------------- | --------- | ---------- |
| S        | Julio Cárdenas   | Tourcoing | definitivo |
| C        | Flávio Gualberto | Callipo   | definitivo |
| O        | Jesús Herrera    | Chaumont  | definitivo |
| P        | Gregor Ropret    | Cambrai   | definitivo |
| S        | Kamil Semeniuk   | ZAKSA     | definitivo |

| Cessioni | Cessioni          | Cessioni              | Cessioni   |
| R.       | Nome              | a                     | Modalità   |
| -------- | ----------------- | --------------------- | ---------- |
| S        | Matthew Anderson  | Zenit San Pietroburgo | definitivo |
| O        | Kristers Dardzāns | Hurrikaani-Loimaa     | definitivo |
| C        | Fabio Ricci       | Emma Villas           | definitivo |
| S        | Thijs ter Horst   | KEPCO Vixtorm         | definitivo |
| P        | Dragan Travica    | Olympiakos            | definitivo |

## Risultati

### Superlega

#### Girone di andata
| 1ª giornata - 2 ottobre 2022 PalaEvangelisti, Perugia                     | Sir Safety Perugia | 3 - 0 | Milano             | 25-19, 25-21, 25-18        |
| 2ª giornata - 9 ottobre 2022 PalaMensSana, Siena                          | Emma Villas        | 1 - 3 | Sir Safety Perugia | 19-25, 25-20, 21-25, 19-25 |
| 3ª giornata - 15 ottobre 2022 PalaEvangelisti, Perugia                    | Sir Safety Perugia | 3 - 0 | Verona             | 25-22, 25-14, 25-20        |
| 4ª giornata - 23 ottobre 2022 PalaSanLazzaro, Padova                      | Padova             | 1 - 3 | Sir Safety Perugia | 25-21, 12-25, 19-25, 18-25 |
| 5ª giornata - 24 novembre 2022 PalaEvangelisti, Perugia                   | Sir Safety Perugia | 3 - 0 | Modena             | 25-17, 25-16, 25-20        |
| 6ª giornata - 6 novembre 2022 PalaEvangelisti, Perugia                    | Sir Safety Perugia | 3 - 0 | Powervolley Milano | 26-24, 25-22, 25-18        |
| 7ª giornata - 12 novembre 2022 PalaBanca, Piacenza                        | You Energy         | 1 - 3 | Sir Safety Perugia | 21-25, 22-25, 25-22, 22-25 |
| 8ª giornata - 20 novembre 2022 PalaEvangelisti, Perugia                   | Sir Safety Perugia | 3 - 1 | Trentino           | 22-25, 25-19, 27-25, 25-13 |
| 9ª giornata - 27 novembre 2022 Palazzetto dello Sport, Cisterna di Latina | Top Volley Latina  | 1 - 3 | Sir Safety Perugia | 15-25, 25-18, 20-25, 22-25 |
| 10ª giornata - 3 dicembre 2022 PalaEvangelisti, Perugia                   | Sir Safety Perugia | 3 - 1 | Prisma Taranto     | 25-17, 25-19, 23-25, 25-23 |
| 11ª giornata - 27 ottobre 2022 PalaCivitanova, Civitanova Marche          | Lube               | 1 - 3 | Sir Safety Perugia | 25-20, 25-27, 18-25, 19-25 |

#### Girone di ritorno
| 12ª giornata - 18 dicembre 2022 Arena di Monza, Monza    | Milano             | 0 - 3 | Sir Safety Perugia | 19-25, 22-25, 20-25               |
| 13ª giornata - 26 dicembre 2022 PalaEvangelisti, Perugia | Sir Safety Perugia | 3 - 0 | Emma Villas        | 25-19, 25-17, 25-16               |
| 14ª giornata - 8 gennaio 2023 PalaOlimpia, Verona        | Verona             | 0 - 3 | Sir Safety Perugia | 17-25, 17-25, 16-25               |
| 15ª giornata - 15 gennaio 2023 PalaEvangelisti, Perugia  | Sir Safety Perugia | 3 - 0 | Padova             | 25-22, 25-21, 25-21               |
| 16ª giornata - 22 gennaio 2023 PalaPanini, Modena        | Modena             | 1 - 3 | Sir Safety Perugia | 25-23, 23-25, 16-25, 18-25        |
| 17ª giornata - 28 gennaio 2023 Palalido, Milano          | Powervolley Milano | 0 - 3 | Sir Safety Perugia | 19-25, 23-25, 21-25               |
| 18ª giornata - 4 febbraio 2023 PalaEvangelisti, Perugia  | Sir Safety Perugia | 3 - 1 | You Energy         | 22-25, 25-22, 25-21, 25-17        |
| 19ª giornata - 12 febbraio 2023 PalaTrento, Trento       | Trentino           | 2 - 3 | Sir Safety Perugia | 25-19, 18-25, 22-25, 25-23, 11-15 |
| 20ª giornata - 19 febbraio 2023 PalaEvangelisti, Perugia | Sir Safety Perugia | 3 - 0 | Top Volley Latina  | 25-23, 25-18, 25-22               |
| 21ª giornata - 5 marzo 2023 PalaMazzola, Taranto         | Prisma Taranto     | 0 - 3 | Sir Safety Perugia | 22-25, 19-25, 19-25               |
| 22ª giornata - 12 marzo 2023 PalaEvangelisti, Perugia    | Sir Safety Perugia | 3 - 0 | Lube               | 25-16, 25-19, 25-20               |

#### Play-off scudetto
| Quarti di finale (gara 1) - 18 marzo 2023 PalaEvangelisti, Perugia  | Sir Safety Perugia | 3 - 0 | Powervolley Milano | 25-22, 25-15, 25-18               |
| Quarti di finale (gara 2) - 22 marzo 2023 Palalido, Milano          | Powervolley Milano | 3 - 2 | Sir Safety Perugia | 27-25, 25-21, 21-25, 18-25, 15-13 |
| Quarti di finale (gara 3) - 26 marzo 2023 PalaEvangelisti, Perugia  | Sir Safety Perugia | 3 - 1 | Powervolley Milano | 22-25, 30-28, 25-18, 25-20        |
| Quarti di finale (gara 4) - 2 aprile 2023 Palalido, Milano          | Powervolley Milano | 3 - 2 | Sir Safety Perugia | 25-15, 19-25, 19-25, 28-26, 15-13 |
| Quarti di finale (gara 5) - 10 aprile 2023 PalaEvangelisti, Perugia | Sir Safety Perugia | 1 - 3 | Powervolley Milano | 25-18, 21-25, 27-29, 23-25        |

#### Play-off 5º posto
| 2ª giornata - 19 aprile 2023 Arena di Monza, Monza    | Milano             | 0 - 3 | Sir Safety Perugia | 22-25, 22-25, 29-31               |
| 3ª giornata - 22 aprile 2023 PalaEvangelisti, Perugia | Sir Safety Perugia | 3 - 2 | Verona             | 25-15, 24-26, 22-25, 25-14, 15-6  |
| 4ª giornata - 25 aprile 2023 PalaEvangelisti, Perugia | Sir Safety Perugia | 3 - 0 | Modena             | 25-22, 25-21, 34-32               |
| 5ª giornata - 30 aprile 2023 PalaSanLazzaro, Padova   | Padova             | 3 - 1 | Sir Safety Perugia | 18-25, 26-24, 34-32, 25-18        |
| Semifinali - 7 maggio 2023 PalaEvangelisti, Perugia   | Sir Safety Perugia | 3 - 0 | Modena             | 25-18, 25-12, 25-17               |
| Finale - 13 maggio 2023 PalaEvangelisti, Perugia      | Sir Safety Perugia | 2 - 3 | Milano             | 25-21, 15-25, 25-19, 24-26, 10-15 |

### Coppa Italia
| Quarti di finale - 29 dicembre 2022 PalaEvangelisti, Perugia | Sir Safety Perugia | 3 - 0 | Top Volley Latina | 25-18, 25-18, 25-23 |
| Semifinale - 25 febbraio 2023 Palazzo dello Sport, Roma      | Sir Safety Perugia | 0 - 3 | You Energy        | 28-30, 20-25, 22-25 |

### Supercoppa italiana
| Semifinale - 31 ottobre 2022 PalaPirastu, Cagliari | Sir Safety Perugia | 3 - 2 | Trentino           | 23-25, 25-17, 25-22, 22-25, 15-7 |
| Finale - 1º novembre 2022 PalaPirastu, Cagliari    | Lube               | 2 - 3 | Sir Safety Perugia | 25-20, 22-25, 25-23, 22-25, 8-15 |

### Campionato mondiale per club

#### Fase a gironi
| 2ª giornata - 8 dicembre 2022 Ginásio Divino Braga, Betim | BVC  | 0 - 3 | Sir Safety Perugia | 22-25, 16-25, 21-25        |
| 3ª giornata - 9 dicembre 2022 Ginásio Divino Braga, Betim | Sada | 1 - 3 | Sir Safety Perugia | 21-25, 21-25, 31-29, 21-25 |

#### Fase a eliminazione diretta
| Semifinali - 10 dicembre 2021 Ginásio Divino Braga, Betim | Sir Safety Perugia | 3 - 0 | Minas    | 25-19, 25-19, 25-17        |
| Finale - 11 dicembre 2021 Ginásio Divino Braga, Betim     | Sir Safety Perugia | 3 - 1 | Trentino | 20-25, 25-23, 27-25, 25-19 |

### Champions League

#### Fase a gironi
| 1ª giornata - 9 novembre 2022 PalaEvangelisti, Perugia         | Sir Safety Perugia | 3 - 0 | ACH Volley         | 25-19, 25-16, 25-19        |
| 2ª giornata - 16 novembre 2022 Başkent Voleybol Salonu, Ankara | Ziraat Bankası     | 1 - 3 | Sir Safety Perugia | 26-24, 22-25, 20-25, 23-25 |
| 3ª giornata - 29 novembre 2022 Arena Kreis, Düren              | Dürener            | 0 - 3 | Sir Safety Perugia | 17-25, 23-25, 21-25        |
| 4ª giornata - 15 dicembre 2022 PalaEvangelisti, Perugia        | Sir Safety Perugia | 3 - 1 | Ziraat Bankası     | 25-17, 19-25, 25-17, 25-17 |
| 5ª giornata - 11 gennaio 2023 Hala Tivoli, Lubiana             | ACH Volley         | 1 - 3 | Sir Safety Perugia | 21-25, 15-25, 25-23, 15-25 |
| 6ª giornata - 25 gennaio 2023 PalaEvangelisti, Perugia         | Sir Safety Perugia | 3 - 1 | Dürener            | 28-30, 26-24, 25-20, 25-19 |

#### Fase a eliminazione diretta
| Quarti di finale (andata) - 8 marzo 2023 Max-Schmeling-Halle, Berlino | Charlottenburg     | 1 - 3 | Sir Safety Perugia | 18-25, 15-25, 25-23, 17-25        |
| Quarti di finale (ritorno) - 15 marzo 2023 PalaEvangelisti, Perugia   | Sir Safety Perugia | 3 - 2 | Charlottenburg     | 24-26, 25-21, 22-25, 25-17, 15-13 |
| Semifinali (andata) - 29 marzo 2023 Hala Azoty, Kędzierzyn-Koźle      | ZAKSA              | 3 - 1 | Sir Safety Perugia | 25-18, 24-26, 25-19, 25-22        |
| Semifinali (ritorno) - 6 aprile 2023 PalaEvangelisti, Perugia         | Sir Safety Perugia | 1 - 3 | ZAKSA              | 23-25, 18-25, 25-19, 25-27        |

## Statistiche

### Statistiche di squadra
| Competizione                 | Punti | In casa | In casa | In casa | In trasferta | In trasferta | In trasferta | Totale | Totale | Totale |
| Competizione                 | Punti | G       | V       | P       | G            | V            | P            | G      | V      | P      |
| ---------------------------- | ----- | ------- | ------- | ------- | ------------ | ------------ | ------------ | ------ | ------ | ------ |
| Superlega                    | 65    | 18      | 16      | 2       | 15           | 12           | 3            | 33     | 28     | 5      |
| Coppa Italia                 | -     | 1       | 1       | 0       | 0            | 0            | 0            | 2      | 1      | 1      |
| Supercoppa italiana          | -     | -       | -       | -       | -            | -            | -            | 2      | 2      | 0      |
| Campionato mondiale per club | 4     | -       | -       | -       | -            | -            | -            | 4      | 4      | 0      |
| Champions League             | 18    | 5       | 4       | 1       | 5            | 4            | 1            | 10     | 8      | 2      |
| Totale                       | -     | 24      | 21      | 3       | 20           | 16           | 4            | 51     | 43     | 8      |

G = partite giocate; V = partite vinte; P = partite perse

### Statistiche dei giocatori
| Giocatore      | Superlega | Superlega | Superlega | Superlega | Superlega | Coppa Italia | Coppa Italia | Coppa Italia | Coppa Italia | Coppa Italia | Supercoppa italiana | Supercoppa italiana | Supercoppa italiana | Supercoppa italiana | Supercoppa italiana | Campionato mondiale per club | Campionato mondiale per club | Campionato mondiale per club | Campionato mondiale per club | Campionato mondiale per club | Champions League | Champions League | Champions League | Champions League | Champions League | Totale | Totale | Totale | Totale | Totale |
| Giocatore      | P         | PT        | AV        | MV        | BV        | P            | PT           | AV           | MV           | BV           | P                   | PT                  | AV                  | MV                  | BV                  | P                            | PT                           | AV                           | MV                           | BV                           | P                | PT               | AV               | MV               | BV               | P      | PT     | AV     | MV     | BV     |
| -------------- | --------- | --------- | --------- | --------- | --------- | ------------ | ------------ | ------------ | ------------ | ------------ | ------------------- | ------------------- | ------------------- | ------------------- | ------------------- | ---------------------------- | ---------------------------- | ---------------------------- | ---------------------------- | ---------------------------- | ---------------- | ---------------- | ---------------- | ---------------- | ---------------- | ------ | ------ | ------ | ------ | ------ |
| J. Cárdenas    | 12        | 18        | 14        | 1         | 3         | 1            | 0            | 0            | 0            | 0            | 0                   | 0                   | 0                   | 0                   | 0                   | 4                            | 2                            | 0                            | 0                            | 2                            | 6                | 23               | 17               | 1                | 5                | 23     | 43     | 31     | 2      | 10     |
| M. Colaci      | 29        | 0         | 0         | 0         | 0         | 2            | 0            | 0            | 0            | 0            | 2                   | 0                   | 0                   | 0                   | 0                   | 4                            | 0                            | 0                            | 0                            | 0                            | 6                | 0                | 0                | 0                | 0                | 43     | 0      | 0      | 0      | 0      |
| S. Giannelli   | 32        | 110       | 55        | 38        | 17        | 2            | 8            | 5            | 2            | 1            | 2                   | 13                  | 7                   | 6                   | 0                   | 4                            | 19                           | 10                           | 4                            | 5                            | 7                | 19               | 9                | 6                | 4                | 47     | 169    | 86     | 56     | 27     |
| F. Gualberto   | 25        | 176       | 126       | 46        | 4         | 2            | 14           | 11           | 3            | 0            | 2                   | 18                  | 14                  | 4                   | 0                   | 4                            | 27                           | 16                           | 9                            | 2                            | 8                | 50               | 35               | 14               | 1                | 41     | 285    | 202    | 76     | 7      |
| J. Herrera     | 21        | 253       | 195       | 21        | 37        | 1            | 1            | 0            | 0            | 1            | 2                   | 7                   | 6                   | 0                   | 1                   | 2                            | 29                           | 24                           | 3                            | 2                            | 8                | 99               | 75               | 10               | 14               | 33     | 389    | 300    | 34     | 55     |
| W. León        | 27        | 373       | 279       | 39        | 55        | 2            | 19           | 13           | 2            | 4            | 2                   | 40                  | 35                  | 2                   | 3                   | 4                            | 41                           | 33                           | 2                            | 6                            | 5                | 80               | 60               | 8                | 12               | 40     | 553    | 420    | 53     | 80     |
| S. Mengozzi    | 5         | 27        | 16        | 10        | 1         | 0            | 0            | 0            | 0            | 0            | 0                   | 0                   | 0                   | 0                   | 0                   | 0                            | 0                            | 0                            | 0                            | 0                            | 5                | 20               | 16               | 3                | 1                | 10     | 47     | 32     | 13     | 2      |
| A. Piccinelli  | 15        | 0         | 0         | 0         | 0         | 1            | 0            | 0            | 0            | 0            | 0                   | 0                   | 0                   | 0                   | 0                   | 1                            | 0                            | 0                            | 0                            | 0                            | 9                | 0                | 0                | 0                | 0                | 26     | 0      | 0      | 0      | 0      |
| O. Plotnyc'kyj | 30        | 252       | 192       | 18        | 42        | 2            | 4            | 4            | 0            | 0            | 2                   | 15                  | 10                  | 3                   | 2                   | 3                            | 28                           | 19                           | 3                            | 6                            | 10               | 115              | 80               | 12               | 23               | 47     | 414    | 305    | 36     | 73     |
| G. Ropret      | 23        | 4         | 3         | 0         | 1         | 1            | 0            | 0            | 0            | 0            | 2                   | 0                   | 0                   | 0                   | 0                   | 2                            | 0                            | 0                            | 0                            | 0                            | 8                | 12               | 8                | 1                | 3                | 36     | 16     | 11     | 1      | 4      |
| R. Russo       | 27        | 161       | 103       | 49        | 9         | 2            | 11           | 5            | 5            | 1            | 2                   | 21                  | 12                  | 7                   | 2                   | 3                            | 25                           | 14                           | 8                            | 3                            | 6                | 38               | 30               | 7                | 1                | 40     | 256    | 164    | 76     | 16     |
| K. Rychlicki   | 24        | 313       | 270       | 24        | 19        | 2            | 21           | 14           | 4            | 3            | 2                   | 22                  | 18                  | 4                   | 0                   | 3                            | 27                           | 24                           | 1                            | 2                            | 8                | 72               | 63               | 6                | 3                | 39     | 455    | 389    | 39     | 27     |
| K. Semeniuk    | 31        | 295       | 237       | 21        | 37        | 2            | 16           | 12           | 3            | 1            | 2                   | 26                  | 21                  | 1                   | 4                   | 4                            | 36                           | 27                           | 3                            | 6                            | 10               | 95               | 73               | 12               | 10               | 49     | 468    | 370    | 40     | 58     |
| S. Solé        | 22        | 152       | 103       | 44        | 5         | 0            | 0            | 0            | 0            | 0            | 2                   | 0                   | 0                   | 0                   | 0                   | 2                            | 19                           | 13                           | 5                            | 1                            | 7                | 55               | 36               | 13               | 6                | 33     | 226    | 152    | 62     | 12     |

P = presenze; PT = punti totali; AV = attacchi vincenti; MV = muri vincenti; BV = battute vincenti